# Виньетка (филателия)

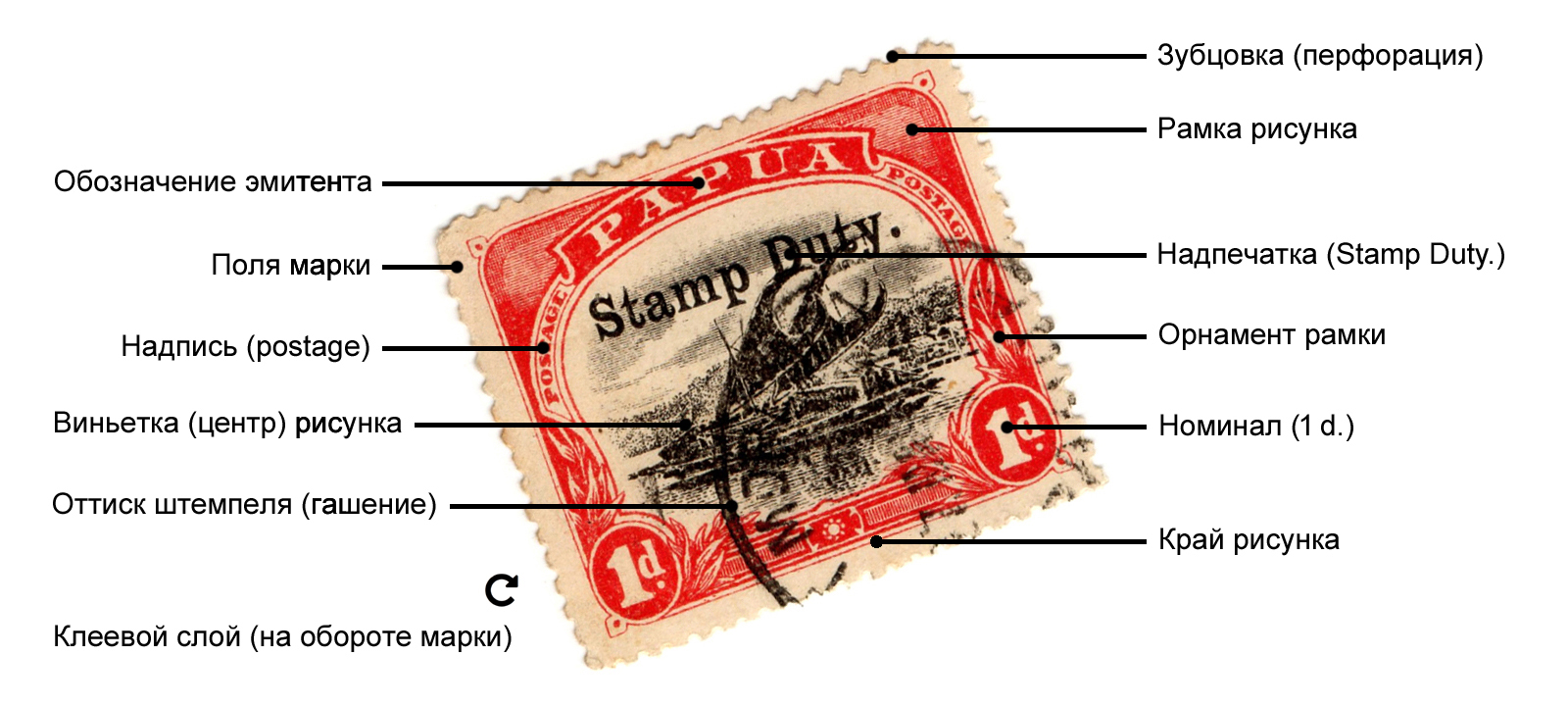

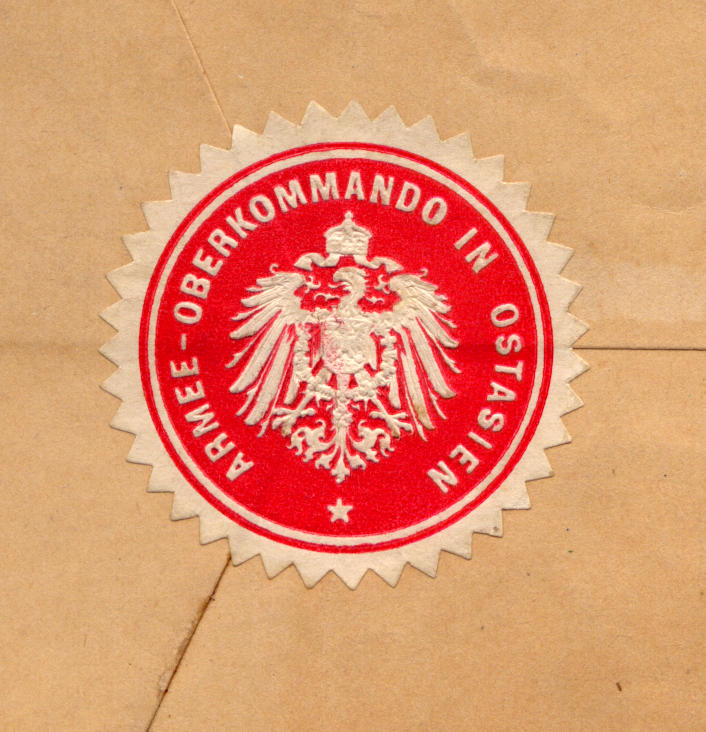

Винье́тка — в филателии понятие, имеющее несколько различных значений:
- Центр, центральный элемент рисунка почтовой марки, особенно характерный для классического периода и первой половины XX века. Это может быть голова монарха, цифра номинала, иной объект или пейзаж. Виньетка окружена рамкой, часто содержащей орнамент, служебные и обусловленные сюжетом марки надписи[1][2][≡].
- Неофициальные предшественницы почтовых марок[3], похожие на них, но не имеющие всех признаков почтовой марки.
- По форме похожие на почтовые марки (наличие зубцов, клея, даже номинала), но не имеющие франкировальной силы, рекламные марки организаций, компаний, общественных объединений, выпускаемые для целей рекламы или пропаганды[≡], облатки для заклеивания конвертов[≡], в основном с рекламным рисунком и текстом, новогодние[4] и рождественские наклейки и т. д. Не являются знаками почтовой оплаты, хотя нередко наклеиваются на письма.
- Благотворительные виньетки или марки, включая рождественские и пасхальные виньетки.

## Описание и история
Виньетки (вместе с другими подобными непочтовыми знаками) составляют отдельную группу марок. Они, как правило, не служат для оплаты почтовой корреспонденции, хотя и могут распространяться через почтовые учреждения. Средства, собранные от продажи марок-виньеток, перечисляются на благотворительные цели — на поддержку государственных ссудных касс (Франция, 1927), почтовых работников, больных туберкулёзом (Греция, 1940) и т. д. Первые благотворительные марки появились в 1904 году в Дании для сбора денег в фонд борьбы с туберкулёзом. Марки поступали в продажу к Рождеству и поэтому назывались дат. «Julmarken» («рождественские марки»). Впоследствии такие марки стали выпускать в других странах и называть их англ. «Seals» («Christmas seals»). Покупать благотворительные марки было делом добровольным, но в ряде стран, обычно в какой-то промежуток времени, такие марки распространялись в обязательной продаже. Первые благотворительные марки обязательного приобретения появились в Португалии в 1911 году для фонда помощи бедным. В РСФСР покупка этих марок имела добровольный характер.

Благотворительные марки наклеивали на письмах вместе с почтовыми, в результате чего их также могли погасить почтовым штемпелем, и это может ввести в заблуждение неопытных филателистов, принимающих благотворительные марки за почтовые. Это же может случиться и с рекламными марками-виньетками, которые тоже могут иногда наклеивать на письма.
Рекламные виньетки интересны своей графикой и несут информацию о разнообразных событиях — выставках (в том числе филателистических), международных ярмарках, спортивных играх и т. п. Существует большое множество агитационных марок-виньеток, например: «Боритесь с лесными пожарами!», «Изучайте международный язык эсперанто» и др.
Особый интерес вызывают агитационные марки-виньетки политического, пропагандистского характера, появившихся, например, в годы Первой мировой войны[≡]. Они выпускались с обеих воюющих сторон и призывали к победе над врагами. Не менее интересны благотворительные марки-виньетки революционного содержания. Так, в 1912 году выходили марки с портретами Карла Маркса и надписью (на трёх языках): «РСДРП. На избирательную кампанию». Они служили для сбора большевиками средств на агитацию во время выборов в Государственную думу. Марки были изготовлены в Швейцарии и распространялись не только за границей, но и в России в условиях преследования со стороны полиции и сыскного отделения. Примерно тогда же в Латвии были выпущены другие марки с изображением К. Маркса и лозунгом «Пролетарии всех стран, соединяйтесь!». Их отпечатали подпольно в пользу ссыльных и каторжан. В 1970 году Французской коммунистической партией были изданы благотворительные марки-виньетки с портретом В. И. Ленина. Собранные при этом средства направлялись в кассу Французской коммунистической партии.